# Doles Dickens
Doles Dickens (North Carolina, 18 januari 1916 – New Jersey, 2 mei 1972) was een Amerikaanse jazzcontrabassist, arrangeur, songwriter en orkestleider.

## Biografie
Dickens werd geboren in North Carolina en verhuisde als kind naar Passaic (New Jersey). Hij speelde tijdens de late jaren 1930 contrabas in bands onder leiding van Eddie Durham en Buster Smith, voordat hij zijn opnamedebuut maakte in 1940 als bassist bij het Eddie South Orchestra. Hij verliet de band van South in 1943 om zich aan te sluiten bij de zanggroep The Four Toppers, die vervolgens hun naam veranderde in de Five Red Caps. De groep bereikte in 1944 de nationale pophitlijsten met I Learned A Lesson I'll Never Forget, maar Dickens vertrok al snel om bij de Phil Moore Four te spelen als bassist en nam met hen op voor RCA Records.
In 1946 formeerde hij het Doles Dickens Quartet met Herbie Scott (trompet), Reuben Cole (piano) en Dickie Thompson (gitaar) in New York. Ze namen de komende drie jaar op voor de platenlabels Continental, Super Disc en Gotham en brachten een reeks jumpblues-singles uit, maar met weinig commercieel succes. Midden 1949 begon Dickens op te nemen voor Decca Records. Tegen die tijd was zijn band een kwintet geworden, bestaande uit Dickens zelf op bas, Louis Judge (tenorsax), Clarence Harmon (piano), Sam Hendricks (gitaar) en Jimmy Crawford (drums), met zanger Joe Gregory. Een van zijn opnamen was a slightly speeded up, slightly smoothed out adaptation van Wild Bill Moore's eerdere plaat Rock and Roll. Dickens maakte ook opnamen als begeleider van boogiewoogie-bluesmuzikant Piano Red.
Dickens en zijn kwintet bleven tot 1951 opnemen voor Decca Records, waaronder We Gonna Rock This Morning (1951). Dickens trad ook op in clubs als leider van Doles Dickens and His Whispers. Het is onduidelijk of dezelfde muzikanten in beide bands zaten. Hij vervolgde een carrière als sessiemuzikant in New York, op platen van Wilbert Harrison, Varetta Dillard, Jimmy Witherspoon, Piano Red, Mahalia Jackson, Bill Haley, LaVern Baker en anderen. Zijn laatste opname onder zijn eigen naam was Piakukaungcung, een instrumental bij Dot Records in 1958, geschreven door Lincoln Chase. Tussen 1957 en 1964 diende Dickens ook als arrangeur en muzikaal leider voor The Mello-Harps. Tijdens de jaren 1960 bleef hij actief betrokken bij muziekproductie en regie, schrijven en opnemen bij Decca Records met onder meer Vernon Harrell en 'Little Gigi' (Gloria Glenn).

## Overlijden
Doles Dickens overleed in mei 1972 op 56-jarige leeftijd.
- Library of Congress Control Number: no2003048743
- Virtual International Authority File: 56299734
- WorldCat: E39PBJdWJ847jpTGvKDdP79FKd